# Огнецветка багряная
Багряная огнецветка, или кровяная краснушка, или алая огнецветка (лат. Pyrochroa coccinea) — вид жуков-огнецветок.

## Описание
Жук длиной 14—18 мм. Тело имеет чёрную окраску, переднеспинка и надкрылья ярко-красные. Виски по направлению назад сильно расширены.

### Личинка
Личинка достигает 35 мм.

## Образ жизни
Встречается обычно сидящим на цветах.